# رامون ارنو
رامون ارنو (بالإسبانية: Ra)‏ هو عسكري مكسيكي، ولد في 1877 في اوريزابا في المكسيك، وتوفي في 1916 في بحر.